# المتحولون الجدد
المتحولون الجدد (بالإنجليزية: The New Mutants)‏ هو فيلم رعب أمريكي خارق لعام 2020 يعتمد على فريق مارفل كومكس الذي يحمل نفس الاسم . إنه فيلم مستقل في سلسلة أفلام رجال اكس والدفعة الثالثة عشرة والأخيرة بشكل عام قبل نقل السلسلة بأكملها إلى مارفل. أخرج الفيلم جوش بون من سيناريو كتبه مع كنات لي ، وهو من بطولة مايسي ويليامز وأنيا تايلور جوي وتشارلي هيتون وأليس براغا وبلو هانت وهنري زاغا. في الفيلم ، تقاتل مجموعة من المسوخ الشباب المحتجزين في منشأة سرية لإنقاذ أنفسهم.
بدأ بون و لي العمل على الفيلم لأول مرة بعد أن أكمل بون فيلم ما تخبئه لنا النجوم (2014). قدم الزوجان ثلاثية أفلام محتملة لمنتج رجل اكس سيمون كينبيرغ ، وفي مايو 2015 تم التوقيع رسميًا على المشروع. ترددت شائعات عن مشاركة تايلور جوي وويليامز في مارس 2016 وتم تأكيدهما بعد أكثر من عام عندما امتلأت بقية الممثلين. تم التصوير في بوسطن ، ماساتشوستس ، من يوليو إلى سبتمبر 2017 ، بشكل أساسي في مستشفى ميدفيلد ستيت ، مع وضع إصدار أبريل 2018 في الاعتبار. تم تأجيل الفيلم بعد ذلك بينما تم التخطيط لإعادة التصوير وبدأت ديزني عملية الاستحواذ على شركة الإنتاج تونتيث سنتوري فوكس. بعد اكتمال عملية الاستحواذ ، عاد بون للعمل على الفيلم ، وتم الانتهاء منه دون إعادة تصوير في مارس 2020.
تم إصدار الفيلم بشكل مسرحي في الولايات المتحدة في 28 أغسطس 2020 بواسطة استديوهات القرن العشرين. تلقى الفيلم عمومًا مراجعات مختلطة إلى سلبية من النقاد وتم قصفه في شباك التذاكر ، حيث بلغ إجمالي أرباحه 49 مليون دولار في جميع أنحاء العالم مقابل ميزانية إنتاجه البالغة 67-80 مليون دولار.

## قصة الفيلم
دانييل "داني" مونستار ، شابة أمريكية من أصل شايان ، يخفيها والدها في شجرة حيث دمر إعصار محميتها بالكامل ، مما جعلها الناجية الوحيدة. بعد فقدان الوعي ، تستيقظ داني في مستشفى فارغ بشكل غريب تديره الدكتورة سيسيليا رييس ، التي تريح داني ، موضحة أنها ليست إنسانًا عاديًا ، بل لديها حمض نووي فريد من نوعه متحور ، وتنصحها بالبقاء في المستشفى حتى تتعلم التأثيرات وكيفية التحكم فيها. تتعرف داني على أربعة مراهقين آخرين ؛ صموئيل "سام" جوثري ، وإليانا راسبوتين ، وروبرتو "بوبي" دا كوستا ، وراين سنكلير. قامت رييس بإحضار كل واحد منهم إلى المستشفى ، بعد أن تعرض كل منهما لمأساة مروعة أو تسبب فيها عن طريق الخطأ. تسبب سام في انهيار منجم فحم كامل على والده وزملائه في العمل ، مما أسفر عن مقتلهم جميعًا ، وحرق روبرتو صديقته بطريق الخطأ حتى الموت ، وهربت راهن من قريتها الكاثوليكية المتدينة بقتل الكاهن بعد أن وصفها بأنها ساحرة ، وتم استعباد إليانا والاعتداء عليها جنسياً وهي طفلة. جميعهم يمتلكون أيضًا قدرات خارقة بسبب الطفرات في حمضهم النووي ؛ يمكن لروبرتو التلاعب بالطاقة الشمسية ، ويمكن لسام الطيران بسرعة نفاثة ، وإليانا لديها قوى سحرية متعددة الأبعاد ، ويتيح اللايكانثروبيا لراهن أن تتحول إلى ذئب. رييس نفسها هي أيضًا متحولة قوية يمكنها التلاعب بحقول قوة "طاقة البلازما" ، ومنع الخمسة منهم من مغادرة المنشأة.
بشكل جماعي ، يعتقد المراهقون الخمسة أنهم يتم تدريبهم للانضمام إلى رجال اكس ، وبالتالي الإشراف الصارم. تحذرهم رييس من أنهم يعتبرون خطرين ويجب ألا يغادروا حتى يتقنوا قدراتهم الخارقة. تحاول داني الهروب ، لكن أوقفها حقل قوة يحيط بأرض المستشفى بأكملها. ثم تخطط للانتحار من برج الساعة في الكنيسة ، لكن راهن منعتها. يبدأ الاثنان في تكوين علاقة رومانسية ، لكن إليانا تثير غضب داني ، التي تكتشف أن إليانا لديها دمية يد لتنين أرجواني تدعى لوكهيد. بعد فترة وجيزة ، بدأت المجموعة جميعًا في الحصول على رؤى حقيقية مروعة لمآسيهم الماضية ، والتي أدت إحداها إلى وضع راهن على رقبتها علامة من قبل نفس القس الذي قتلته في السابق. يستنتج كل من إليانا ورييس أن الرؤى هي نتيجة لقوى داني التي تظهر نفسها: القدرة على إظهار المخاوف أو الرغبات أو الأفكار الأخرى من عقل الشخص إلى الواقع كأوهام ملموسة. تستشير رييس أصحاب عملها ، شركة إسيكس ، الذين يأمرونها بجمع الحمض النووي لداني ومن ثم قتلها بطريقة رحيمة. بينما تقوم "رييس" بتثبيتها على نقالة ، يتسبب ذعر "داني" في تضاؤل قوتها. تتعرض إليانا وسام للهجوم من خلال المظاهر الجسدية لمعتدي إليانا في مرحلة الطفولة - مخلوقات شبيهة بالبشر تسمى "الرجال المبتسمون" - بينما يحاول روبرتو اختراق الحاجز الخارجي للمستشفى ، والذي تقلص قطره الآن. تستخدم داني قواها لاكتشاف النوايا الحقيقية لـ رييس قبل أن تصل راهن في شكل نصف ذئب وتضرب رييس ، مما يجبرها على الفرار. أعاد الخمسة تجميع صفوفهم في مكتب رييس وأدركوا أن رييس كانت تدربهم ليكونوا قتلة لإسيكس وأنه ، للهروب ، يجب عليهم قتل رييس لحرمان حقول القوة من مصدر قوتهم. يجدون ويواجهون رييس ، التي تحذرهم من أن داني قوية للغاية وسوف تدمرهم جميعًا.
رييس تقيدهم جميعًا بحقول القوة وتحاول قتل داني مرة أخرى عن طريق خنقها بحقل قوة ، مما يطلق العنان للدب الشيطاني - مخاوف داني الخاصة التي تجلت من خلال قوتها ، والسبب الحقيقي لتدمير المحمية - عليها ؛ التهم رييس وداني فاقدًا للوعي. تحاول راهن الوصول إلى العقل الباطن لداني وتحثها على الاستيقاظ ، بينما تستخدم إليانا قواها للسفر إلى "طي النسيان" حيث تسترد سيفًا متوهجًا ودرعًا ومظهرًا جسديًا صغيرًا من لوكهيد لمحاربة الدب الشيطاني. في النهاية ، انضم سام وروبرتو إلى القتال ، وكذلك راهن ، لكن دون جدوى. تزور داني روح والدها فيحثها على مواجهة خوفها. تستيقظ وتواجه دب الشيطان وتهدئته وبالتالي تبدده. مع حلول اليوم ، تغادر المجموعة المنشأة غير المحمية الآن للعثور على أقرب بلدة.

## طاقم العمل
- أنيا تايلور جوي (إليانا راسبوتين/ماجيك)
- مايسي ويليامز (راني سينكلير/وولفزباين)
- تشارلي هيتون (سام جوثراي/كانونبول)
- أليس براغا (الدكتورة سيسليا رايس)

## روابط خارجية
- المتحولون الجدد على موقع IMDb (الإنجليزية)
- المتحولون الجدد على موقع ميتاكريتيك (الإنجليزية)
- المتحولون الجدد على موقع روتن توميتوز (الإنجليزية)
- المتحولون الجدد على موقع قاعدة بيانات الأفلام العربية
- المتحولون الجدد على موقع ألو سيني (الفرنسية)
- المتحولون الجدد على موقع Turner Classic Movies (الإنجليزية)
- المتحولون الجدد على موقع أول موفي (الإنجليزية)
- المتحولون الجدد على موقع بوكس أوفيس موجو (الإنجليزية)
- المتحولون الجدد على موقع فيلمافينيتي (الإسبانية)
- المتحولون الجدد على موقع قاعدة بيانات الأفلام السويدية (السويدية)